# Adolf Hanowerski
Adolf Fryderyk Hanowerski, ang. The Prince Adolphus Frederick, Duke of Cambridge, niem. Prinz Adolph Friedrich von Großbritannien, Irland und Hannover, 1. Herzog von Cambridge (ur. 24 lutego 1774 w Londynie, zm. 8 lipca 1850 tamże) – brytyjski arystokrata jako książę Cambridge od 1801 r., wicekról Hanoweru w latach 1816–1837.

## Życiorys
Adolf Fryderyk urodził się w 1774 r. w Pałacu Buckingham jako dziesiąte dziecko i siódmy syn pary królewskiej Jerzego III i Zofii Charlotty. 17 listopada 1801 r. książę Adolf otrzymał od swojego ojca dziedziczne tytuły w parostwie Zjednoczonego Królestwa: książę Cambridge, hrabia Tipperary i baron Culloden.
Adolf Fryderyk ożenił się 7 maja 1818 w Kassel i ponownie 1 czerwca tegoż roku w Pałacu Buckingham w Londynie ze swoją kuzynką księżniczką Augustą Wilhelminą Heską. Para miała trójkę dzieci:
- Jerzy Wilhelm Fryderyk Karol (1819–1904), 2. książę Cambridge; zawarł w 1847 roku związek morganatyczny z Sarą Luizą Fairbrother (1816–1890)
- Augusta Karolina Charlotta Elżbieta Maria (1822–1916); wyszła za mąż w 1843 za wielkiego księcia Fryderyka Wilhelma Mecklenburg-Strelitz (1819–1904)
- Maria Adelajda Wilhelmina Elżbieta (1833–1897); wyszła za mąż w 1866 za księcia Franciszka Teck, z którym miała m.in. córkę Marię, żonę Jerzego V.